# Frederick Steep
Frederick William Steep, detto Fred (St. Catharines, 20 dicembre 1874 – Guelph, 14 settembre 1956), è stato un calciatore canadese, di ruolo attaccante.
Nel 1904 fece parte della squadra del Galt che conquistò la medaglia d'oro nel torneo di calcio dei Giochi della III Olimpiade. Nel torneo olimpico giocò entrambe le partite del Galt, riuscendo a segnare una rete nella prima partita. La sua professione era quella di macchinista.